# 단지상
단지상(段智祥, ? ~ 1238년)은 1200년부터 양위한 1204년까지 대리국의 제19대 황제이다. 전대 황제 단지렴의 아우이다. 사후 시호는 혜황제(惠皇帝), 묘호는 신종(神宗)이다. 